# 生理ちゃん
『生理ちゃん』（せいりちゃん）は小山健による日本の漫画。

## 概要
Webマガジン『オモコロ』にて2017年1月17日から連載されている『ツキイチ! 生理ちゃん』に加筆修正し書き下ろしを加え、2018年6月11日にKADOKAWAよりコミックスが刊行された
。また、月刊コミックビームにおいても2018年12月号から2020年11月号まで連載された。第23回手塚治虫文化賞短編賞受賞作。1話完結形式で、各話ごとに主人公となる人物は異なり、各話間での登場人物やストーリーの関連性も特にない。舞台は、現代の日本であることが多いが、日本での生理ナプキン誕生までの軌跡を描いた回や、江戸時代に生理中の女性が隔離されていた月経小屋について描いた回など実話に基づいた話もある。
タブー視され、語られる機会の少ない女性の生理（月経）をポップなキャラクターとして擬人化し、その辛さや悩みを代弁させることで、女性の共感を得た。
二階堂ふみ主演で実写映画化され、2019年11月8日に公開された。また、ゼリア新薬とのコラボレーションにより月経前症候群を擬人化したPMSちゃんも誕生した。
韓国では韓国語版の発売を前に、作者である小山健が過去の作品でセクシャルハラスメント・女性嫌悪とみられる表現をしていた事実が問題視され、急遽出版社は謝罪して予約販売を停止した。

## 書誌情報
- 小山健 『生理ちゃん』 KADOKAWA〈ビームコミックス〉、全4巻
  1. 2018年6月11日発売[10]、ISBN 978-4-04-735237-7
  2. 2日目 2019年7月12日発売[11]、ISBN 978-4-04-735697-9
  3. 3日目 2020年5月11日発売[12]、ISBN 978-4-04-736080-8
  4. 4日目 2020年11月12日発売[13]、ISBN 978-4-04-736429-5

## 登場キャラクター
生理ちゃん
月に1回のペースで女性の元へ訪れる。玄関のチャイムを鳴らすこともあるし、部屋の窓から勝手に侵入してくることもある。体格や外見は、体調や生理痛の個人差により変化する。「生理パンチ」という技があり、これは主に生理痛の比喩として女性の下腹部を打つものだが、女性の生理に無理解な言動をしたことへの鉄拳制裁として男性に行うこともある。他にも注射器で血を抜いたり、眠り薬を嗅がせたりする。
性欲くん
突如として男性の元に現れる。いつも卑猥な言葉やAV用語を呟いている。
童貞くん
常に童貞の男性に寄り添っている。男性を時に励まし、時に甘やかす存在。

## 映画
小山健の漫画『生理ちゃん』を原作とする2019年11月8日公開の日本の映画。主演は二階堂ふみ、監督はドラマ「信長協奏曲」や「隣の家族は青く見える」などを手がけた品田俊介が務める。

### キャスト
- 米田青子：二階堂ふみ
- 山本りほ：伊藤沙莉[14]
- 米田ひかる：松風理咲[14]
- 山内裕：須藤蓮[14]
- 北村ゆきち：狩野見恭兵
- かりん：豊嶋花
- 青子の父：信太昌之
- 渋谷誠：藤原光博（リットン調査団）
- 中野公美子
- 鈴木晋介
- 広岡由里子
- 笠松伴助
- 小柳津林太郎
- 八木橋聡美
- 安藤美優
- 竹村仁志
- 田宮緑子
- 飯田愛美
- 久保勇輔：岡田義徳

### スタッフ
- 原作：小山健『生理ちゃん』（ビームコミックス/KADOKAWA 刊）
- 監督：品田俊介
- 脚本：赤松新
- 企画：稲葉直人
- 音楽：河内結衣
- 主題歌：the peggies『する』(Epic Records Japan)[15]
- 制作：吉本興業、フジテレビ
- 制作プロダクション：フィルムメイカーズ
- 製作・配給：吉本興業 / KADOKAWA